# Tabanus cubensis
Tabanus cubensis är en tvåvingeart som beskrevs av Cruz och Mauricio Garcia 1974. Tabanus cubensis ingår i släktet Tabanus och familjen bromsar.
Artens utbredningsområde är Kuba. Inga underarter finns listade i Catalogue of Life.